# Luc Oursel

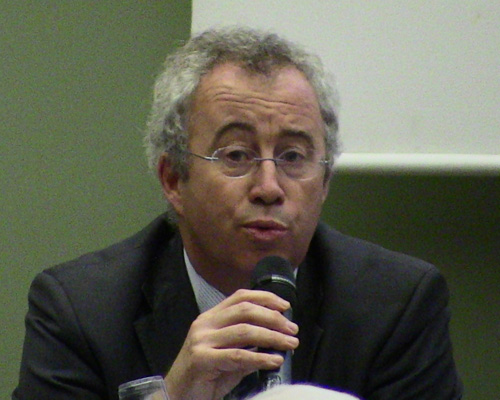
Luc Oursel, 2011

Luc Marie Bernard Oursel (* 7. September 1959 in Boulogne-Billancourt; † 3. Dezember 2014 in Paris) war ein französischer Manager. Er war auch Präsident der französischen Atomaufsichtsbehörde (Société française d'énergie nucléaire).

## Leben
Oursel war der Sohn des Marineoffiziers Bernard Oursel. Er war verheiratet mit der Biologin Sylvie Delorme und Vater von vier Kindern.
Der als Bergbauingenieur aus der École nationale supérieure des mines de Paris ausgebildete Oursel trat auf Betreiben der französischen Regierung die Nachfolge der Konzerngründerin und jahrelang sehr erfolgreichen Physikerin und Managerin Anne Lauvergeon (Atomic Anne) an, deren Stellvertreter er bis dato war. Er war 2007 als Vorstandsvorsitzender der Kernkraftwerkbau-Firma Areva NP in den Konzern gekommen; davor arbeitete er unter anderem für die Firmen Schneider Electric, das französische Verteidigungsministerium sowie den Konzern Geodis. Am 20. Oktober 2014 trat er aus gesundheitlichen Gründen von seinem Amt bei Areva zurück. Interimsnachfolger wurde Philippe Knoche.

## Ehrungen
Am 31. Dezember 2010 wurde Luc Oursel durch Nicolas Sarkozy zum  Ritter der Ehrenlegion ernannt.